# アレッサンドロ・デッラ・トッレ・エ・タッソ
アレッサンドロ・デッラ・トッレ・イ・タッソ（Alessandro Principe della Torre e Tasso, Duca di Castel Duino, 1881年7月8日 - 1937年3月11日）は、オーストリア＝ハンガリー（二重帝国）領ボヘミアの貴族で、のちイタリアに帰化した。カステル・ドゥイーノ公爵。

## 経歴
トゥルン・ウント・タクシス侯子アレクサンダー（1851年 - 1939年）とホーエンローエ＝ヴァルデンブルク＝シリングスフュルスト侯女マリーの間の三男。正式な洗礼名はアレクサンダー・カール・エゴン・テオバルト・ラモラル・ヨハン・バプティスト・マリア（Alexander Karl Egon Theobald Lamoral Johann Baptist Maria）、通称はサーシャ（Sascha）。1906年1月27日パリにて、リーニュ公ルイの一人娘マリー（1885年 - 1971年）と結婚し、間に2男1女をもうけるが、1919年に離婚。
1923年母の所領ドゥイーノのあるイタリアに帰化、その際に同国のカステル・ドゥイーノ公爵位を授けられた。1932年ヴラーナで、米国の醸造業創業者ハイラム・ウォーカーの孫娘で2度の離婚歴のあるヘレーナ（エラ）・ホルブルック・ウォーカー（1875年 - 1959年）と再婚。死後、爵位と資産の多くは長男に引き継がれたが、ベッラージョのヴィラ・セルベローニ（Villa Serbelloni）など資産の一部は未亡人の管理を経てロックフェラー財団の手に渡っているものもある。

## 子女
最初の妻との間に2男1女。
- ライムンド・アレクサンダー・マリア・ルイ・ラモラル（1907年 - 1986年）- カステル・ドゥイーノ公爵、1949年ギリシャ王女エイゲニア（ウジェニー）と結婚（1965年離婚）
- ルートヴィヒ（ルイジ）・アイメリッヒ・ラモラル・アレクサンダー・コンスタンティン・マクシミリアン・ルーツィアン（1908年 - 1985年[2]） - 1939年米国の実業家チャールズ・W・グッドイヤー（英語版）の孫娘フランセス・グッドイヤー（1914年 - 1975年）と結婚（1948年離婚[3][4]）
- マルガレーテ・マリー・テレーゼ・エリーザベト・フリーデリケ・アレクサンドラ・ルイーゼ（1909年 - 2006年） - 1931年ブルボン＝パルマ公子ガエターノと結婚（1955年離婚）

## 引用・脚注
1. ↑  See copy of will on Rockefeller Foundation site https://rockfound.rockarch.org/digital-library-listing/-/asset_publisher/yYxpQfeI4W8N/content/first-codicil-to-my-will
2. ↑  Geneology Site | url= https://gw.geneanet.org/efrogier?lang=en&n=von+thurn+und+taxis&oc=0&p=alexandre+charles+egon+theobald+lamoral+baptist+maria |accessdate=Nov 2020
3. ↑  NYT https://www.nytimes.com/1939/06/23/archives/fanny-goodyear-wed-to-prince-on-june-10-married-to-louis-della.html
4. ↑  Legacy memorial website. https://www.legacy.com/obituaries/charleston/obituary.aspx%3fn=alexander-torre-tasso-sasha&pid=153376550&fhid=6307